# Morne Gomier
Morne Gomier es una localidad de Santa Lucía que forma parte del distrito de Laborie.